# Albert Becker (Schachspieler)

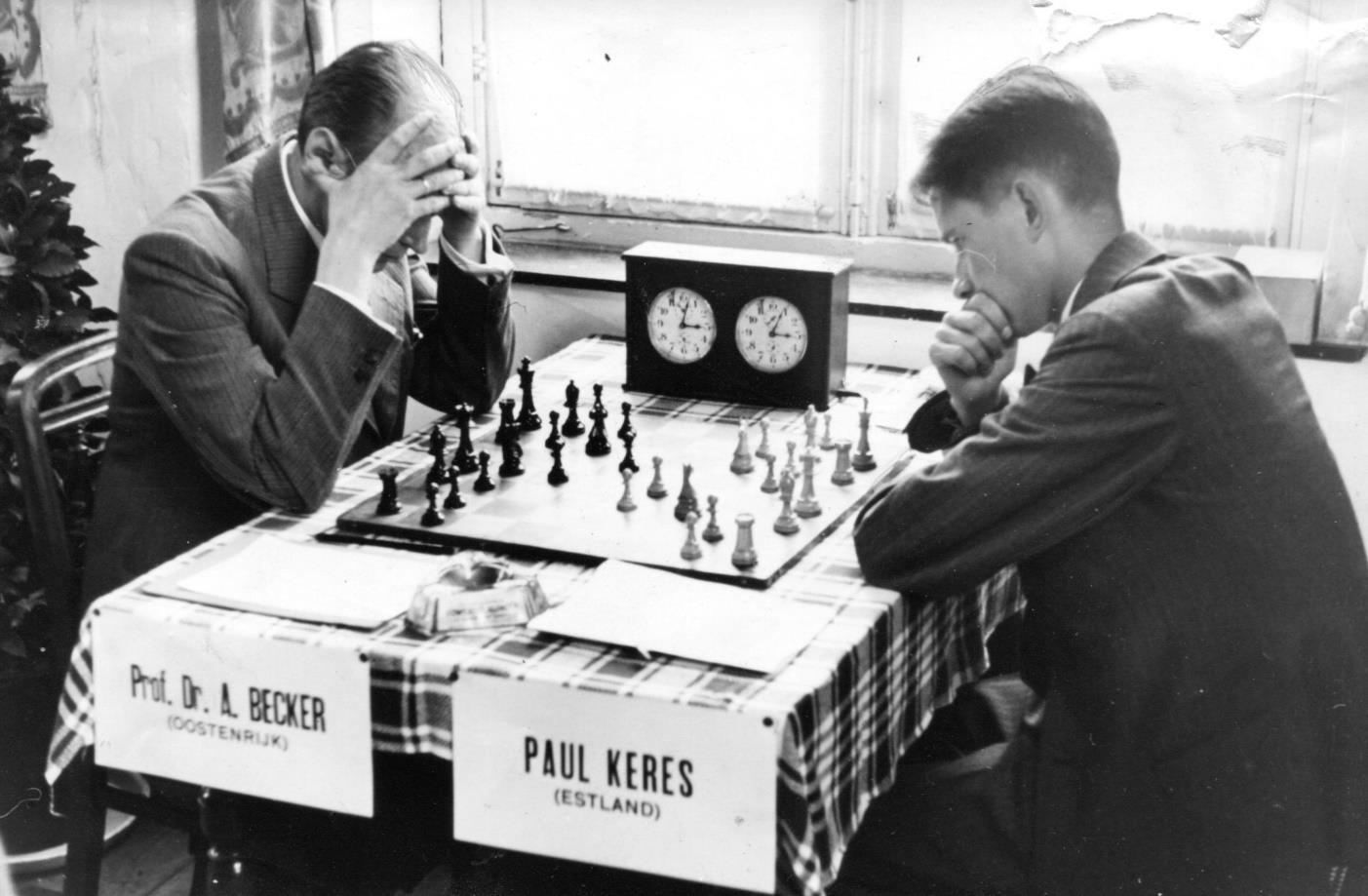
Albert Becker vs. Paul Keres (1936)

Albert Becker (* 5. September 1896 in Wien; † 17. Mai 1984 in Vicente López, Argentinien) war ein österreichischer Schachspieler. Ab 1926 war er mehrere Jahre lang Redakteur der Wiener Schachzeitung.

## Leben
Bereits frühzeitig lernte Albert Becker in seinem Elternhaus das Schachspiel kennen – fast gleichzeitig mit Lesen und Schreiben. Seinen Lehrmeistern war er bald überlegen und er befriedigte seinen Schachhunger mit der Lektüre von Schachbüchern. Der „kleine Dufresne“ war sein erstes Lehrbuch, das er förmlich verschlang. Er vertiefte sich darin so stark, dass er – zu seinem großen Erstaunen – Fehler in den theoretischen Abhandlungen aufspürte.
In der Mittelschule fand er Gleichgesinnte, mit denen er ausgiebig Schach exerzierte. Während der Zeichenstunden spielte er mit seinem Banknachbarn heimlich auf einem äußerst einfachen Schachbrett. Als er dabei erwischt und bestraft wurde, war die Reue so groß, dass er begann, blind zu spielen. Bis zum Abitur brachte er es auf sechs gleichzeitige Blindpartien. Ohne sein Studium zu vernachlässigen, schaffte er es bis zur Hauptturnierstärke. Auch sein erstes Fernturnier fällt in diese Zeit.
Mit Ausbruch des Ersten Weltkrieges erlahmte Beckers Schachinteresse. Seine Jahre beim Militär waren mit anderen Sorgen gefüllt. Erst 1920 erwachte die alte Liebe. Zusammen mit Freunden gründete er den Deutschen Schachverein Wien, der erste arische Klub, der auch bald der führende Österreichs werden sollte. Für Becker begann eine Zeit voller Schachbegeisterung, an die er sich achtzehn Jahre später mit Wehmut erinnerte. 1921 gewann er Turniere in Linz und Wien, welches ihm bei letzterem den Meistertitel einbrachte.
1922 stand Becker vor einer schweren Entscheidung über den zukünftigen Lebensweg. Einerseits lockte die Einladung zum Wiener Schachkongress und andererseits stand er unmittelbar vor der Abschlussprüfung zum Mittelschullehrer. Er entschied sich gegen Schach und damit auch gegen eine Laufbahn als Berufsspieler, eine Entscheidung, die er später nie bereute.
Soweit es sein Beruf gestattete, nahm Becker ab 1923 an einer Reihe von Meisterturnieren teil, bei denen er nur selten preislos blieb. Im Jahr 1925 teilte Becker mit Siegfried R. Wolf den ersten Platz bei der (inoffiziellen) österreichischen Schachmeisterschaft. Bedeutende Erfolge erzielte er mit dem zweiten Platz in Wien 1927 und ersten Plätzen 1931, 1932 und 1935 in Wien. 1934 wurde er in Linz geteilter Erster.
1928 belegte er bei der Amateurweltmeisterschaft der FIDE den 8. Platz bei 16 Teilnehmern.
Beim Schachturnier in Karlsbad 1929 soll Becker angesichts der Teilnahme von Vera Menchik spöttisch vorgeschlagen haben, einen „Menchik-Club“ für jene Spieler zu gründen, die gegen sie verlieren. Er wurde selbst das erste Mitglied des bald darauf legendären ‚Clubs‘.
Zunächst nahm er 1931 in Prag an der Schacholympiade und 1936 in München für Österreich an der inoffiziellen Schacholympiade teil. Er spielte in Buenos Aires bei der Schacholympiade 1939 für die großdeutsche Mannschaft und gewann mit ihr überraschend den Hamilton-Russell-Cup. Wegen des Kriegsausbruches blieb er zusammen mit Eliskases, Engels, Michel und Reinhardt in Argentinien, wo er bis zu seinem Tode lebte. Mitte der 1950er Jahre wurde ihm die Leitung der Schachspalte in der Freien Presse Buenos Aires angetragen. Diese gab er 1973 aus gesundheitlichen Gründen auf.
1953 verlieh ihm die FIDE den Titel Internationaler Meister.
Becker erreichte im Jänner 1933 seine höchste historische Elo-Zahl von 2651.
Beckers Begeisterung zu schachliterarischer Arbeit war meist größer als die zu schachspielerischer Betätigung. Seit dem Teplitzer Kongressbuch 1922 arbeitete er an etlichen Schachbüchern, rund zwölf Jahre auch an Schachzeitungen. Ab 1926 gelang es ihm als Hauptredakteur der Neuen Wiener Schachzeitung auch weitere namhafte Meisterspieler und Theoretiker, wie beispielsweise Jacques Hannak (1892–1973) zur Mitarbeit an diesem Blatt zu bewegen. Dieses Amt führte er bis Juni 1935. Sein liebstes Hobby war eine Eröffnungskartei, die auf 20.000 Blättern die ersten 15–18 Züge von Meisterpartien seit 1918 erfasste. Daneben widmete er sich auch zeitweise dem Problem- und Fernschach. Zugunsten organisatorischer Tätigkeiten, z. B. als Leiter des Wiener Schachverbandes, trat er Mitte der 1930er Jahre etwas kürzer.
Seinen Lebensunterhalt verdiente sich Becker vor dem Zweiten Weltkrieg als Professor der Sprachwissenschaft an der Universität Wien.